# Air Raid Precautions
Air Raid Precautions (ARP) è stata un'organizzazione nel Regno Unito per l'assistenza, in previsione della Seconda guerra mondiale, ai cittadini per difenderli dai bombardamenti a tappeto. Fu creata nel 1924 come una risposta alla paura riguardo alla crescita della minaccia dei bombardieri.